# Survivors (serie televisiva)
Survivors è una serie televisiva britannica prodotta dalla BBC. Ispirata alla fiction inglese degli anni settanta I sopravvissuti (di Terry Nation), presenta parecchi punti in comune (a cominciare dal nome della protagonista) con l'originale pur non essendone un remake. I produttori hanno dichiarato che è basata sul romanzo che Terry Nation scrisse dopo la prima serie. Dopo due stagioni, il 13 aprile 2010 è stato annunciato che, a causa dei bassi ascolti, la serie è stata cancellata.
L'intera serie, le due stagioni, è stata trasmessa da Rai 4 nel 2013.

## Trama
Ambientata nel presente, la serie si concentra su un gruppo di sopravvissuti ad un'epidemia di un virus che ha ucciso il 99,9% della popolazione mondiale. La serie vede i protagonisti, guidati da Abby Grant, lottare contro terribili pericoli in un mondo in disordine.

## Personaggi
- Abby Grant: interpretata da Julie Graham, è la fondatrice del primo gruppo di sopravvissuti determinata a trovare il figlio Peter di 11 anni. È l'unico personaggio della serie ad essere sopravvissuto al virus senza immunità.
- Tom Price: interpretato da Max Beesley, è un criminale in grado di uccidere senza rimorsi. Diventa abbastanza fedele al gruppo soprattutto grazie alla sua relazione con Anya, ma è sempre pronto a lottare per garantirsi un posto confortevole al suo interno.
- Greg Preston: interpretato da Paterson Joseph, è il primo personaggio ad incontrare Abby. Inizialmente vorrebbe essere autosufficiente, ma Abby lo convince ad entrare nel gruppo, dove risulta più preparato degli altri ad affrontare il mondo post-virus.
- Dr. Anya Raczynski: interpretata da Zoë Tapper, è un medico che, dopo aver aiutato Tom gravemente ferito, si unisce al gruppo. Rifiuta di esercitare la professione medica, incolpando sé stessa delle morti avvenute nel suo ospedale, ma con l'incoraggiamento di Abby riesce persino a completare un parto podalico.
- Samantha Willis: interpretata da Nikki Amuka-Bird, è l'unico ministro sopravvissuto al virus. Cerca di ristabilire l'ordine, anche quando ciò è molto difficile.
- Al Sadiq: interpretato da Phillip Rhys, è il figlio di un miliardario del Kuwait. Avendo vissuto nell'agio per tutta la vita non è preparato ad un mondo senza tecnologia. Trova Najid in città e lo porta con sé, prendendo il ruolo del padre.
- Najid Hanif: interpretato da Chahak Patel, è un bambino musulmano di 11 anni. La sera dell'epidemia era andato a pregare nella moschea, scoprendo, il mattino seguente, di essere l'unico sopravvissuto nell'edificio. Stringe dei forti legami con Abby, Al e Anya.
- Sarah Boyer: interpretata da Robyn Addison, è una ragazza viziata che approfitta del suo fascino per soddisfare ogni suo capriccio. Dopo la morte dei suoi genitori, incapace di far fronte da sola ai problemi, viene accolta da Bob, il proprietario di un supermarket, che abbandonerà morente entrando nel gruppo di Abby grazie a Greg.

## Episodi
| Stagione         | Episodi | Prima TV originale | Prima TV Italia |
| ---------------- | ------- | ------------------ | --------------- |
| Prima stagione   | 6       | 2008               | 2009-2010       |
| Seconda stagione | 6       | 2010               | 2012            |